# Exerodonta perkinsi
Az Exerodonta perkinsi a kétéltűek (Amphibia) osztályának békák (Anura) rendjébe és a levelibéka-félék (Hylidae) családjába tartozó faj.

## Előfordulása
A faj Guatemala endemikus faja. Természetes élőhelye szubtrópusi vagy trópusi nedves hegyvidéki erdők, folyók, időszakor édesvizű mocsarak, lepusztult erdők. A fajt élőhelyének elvesztése fenyegeti.